# Aneuk Batee
Aneuk Batee is een bestuurslaag in het regentschap Aceh Besar van de provincie Atjeh, Indonesië. Aneuk Batee telt 443 inwoners (volkstelling 2010).